# Micrometrus
Genre
Micrometrus est un genre de poissons téléostéens (Teleostei) de la famille des Embiotocidae.

## Liste des espèces
Selon FishBase (5 fev. 2016) et World Register of Marine Species (5 fev. 2016) :
- Micrometrus aurora (Jordan & Gilbert, 1880)
- Micrometrus minimus (Gibbons, 1854)